# Breathing Theory
Breathing Theory är en amerikansk musikgrupp från Cocoa Beach och Orlando i Florida, grundad år 2008. Sångaren och tidigare gitarristen Cory Britt är den enda ursprungliga bandmedlemmen idag, medan övriga medlemmar har bytts ut genom åren. Breathing Theory spelar en stor variation av metalgenrer men beskrivs ofta som alternativ metal eller nu-metal men många av deras sånger drar tydliga influenser från andra genrer, till och med popmusik och melodisk EDM. Utöver hård metal så innehåller varje släpp från bandet generellt minst en rockballad eller akustik sång.
Breathing Theorys musik har strömmats över 3 240 000 miljoner gånger på Spotify och musikvideon till Replicas strömmades över 200 000 gånger under drygt två veckor efter släppet.

## Karriär

### 3Thirteen,Parasite(EP) och oberoende släpp
Frontmannen och sångaren Cory Britt har en bakgrund som kyrkosångare och gatumusikant.
Efter en kort period 2008 under artistnamnet BurnTheSky så släppte bandet sin första  EP, Parasite år 2011. Parasite hade en System of a Down, Breaking Benjamin- och Tool-inspirerad riktning och föll under genren nu-metal med vissa element av post-grunge. 2013 lämnade samtliga medlemmar i bandet, och frontmannen tillika sångaren Cory Britt fick lov att rekrytera en ny uppställning. Med denna uppställning släpptes två EP:s. Uprise i del 1 och del 2, varav låten Uprise från 2015 än idag står sig som gruppens populäraste. 
Mellan 2016 och 2019 spelade Breathing Theory knappt in något nytt material och gjorde enbart sporadiska spelningar på grund av andra åtaganden från bandets medlemmar.

### Studioalbum,BalanceochCollapse
2018 fick Breathing Theory ett skivkontrakt med ett mindre bolag, Industrialist. Under dem släpptes 2020 fullängdsalbumet Balance, som dock fanns tillgängligt även sista veckan i december 2019 vid förköp. Albumet skall följas upp av ytterligare ett album 2022 med namnet Collapse.
I juni 2021 meddelade gruppen att man skrivit kontrakt med den betydligt större verksamheten Wake Up Music Rocks, en del av FM Music. Detta följdes upp med singlarna Collapse i juli och Replicas i september. De två spåren är de två första singlarna för det andra studioalbum som gruppen planerar släppa under sitt nya skivbolag under första kvartalet 2022. Båda singlarna möttes med mycket goda recensioner från kritiker. Bandet har hyllats för att kunna bemästra så pass många genrer och element inom metal, originella och innovativa riff och sångstruktur. I synnerhet sångaren Cory Britt har hyllats av såväl kollegor från andra band och kritiker för sin kapacitet att uppträda live, där han snabbt kan växla över från rena vokaler till growl och tillbaka, vilket många andra band behöver två sångare till.
I september 2021 spelade de ett fullängdsset på Blue Ridge Festival tillsammans med en stor del av världens just nu populäraste rockartister och band, och bland annat då deras största inspiration, Breaking Benjamin. De har även agerat öppningsband åt Evanescence under hösten 2021 vilket ledde till ett samarbete där Amy Lee krediteras på Breathing Theorys singel Replicas.
Utöver i USA har bandet också en hängiven fanskara i Ryssland, Mexiko och Latinamerika.

## Diskografi
Senast uppdaterad: 17 oktober 2021

### EP
- 2011 – Parasite (Industrialust)
- 2015 – Uprise Pt. 1 (Industrialust)
- 2016 – Uprise Pt. 2 (Industrialust)

### Studioalbum
- 2020 – Balance (InnerForce)
- 2023 – Artificial (Wake Up Music Rocks)

## Medlemmar
Senast uppdaterad: 17 oktober 2021
- Cory Britt – sång (clean och dist/growl), rytmgitarr, låtskrivare (2008–)
- Rob Mahoney – gitarr, sologitarrist (2008–2010, 2013-)
- Preston Daniel – bas (2021–)
- Collin Morrison – rytmgitarr (2013–)
- Kegan King – trummor (2008–2012, 2014–2017, 2021–)